# Höchstädt (Betzenstein)
Höchstädt ist ein Gemeindeteil der Stadt Betzenstein im Landkreis Bayreuth (Oberfranken, Bayern). Höchstädt liegt in der Gemarkung Ottenberg.

## Geografie
Das Dorf befindet sich etwa zwei Kilometer nordnordwestlich von Betzenstein auf einer Höhe von 521 m ü. NHN.

## Geschichte
Der Ort wurde 1122 als „Houestat“ erstmals urkundlich erwähnt. Der Ortsname bedeutet Hofstätte.
Durch die Verwaltungsreformen im Königreich Bayern zu Beginn des 19. Jahrhunderts wurde die Ortschaft ein Bestandteil der Ruralgemeinde Ottenberg. Im Zuge der Gebietsreform in Bayern wurde Höchstädt zusammen mit der Gemeinde Ottenberg am 1. Januar 1972 in die Stadt Betzenstein eingegliedert.

## Verkehr
Die Anbindung an das öffentliche Straßenverkehrsnetz erfolgt durch eine Gemeindeverbindungsstraße, die den Ort von der Bundesstraße 2 aus dem Norden kommend durchläuft und in südliche Richtung nach Betzenstein weiterführt. Eine Zufahrt zur Bundesautobahn 9 ist bei der Anschlussstelle Weidensees etwa vier Kilometer ostnordöstlich möglich.